# Zeta Ursae Majoris

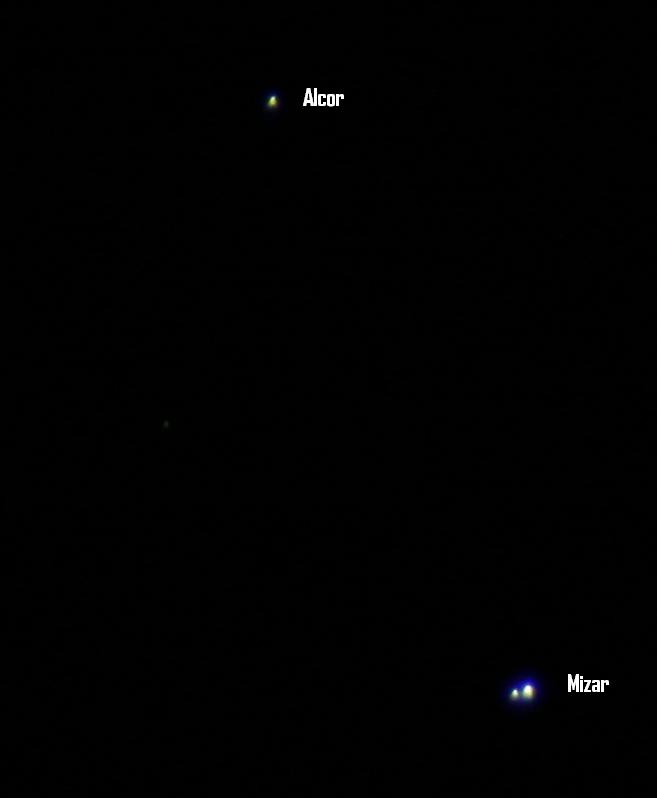
Alcor e Mizar.

Mizar (ζ UMa, ζ Ursae Majoris) é um sistema sêxtuplo, composto por dois sistemas de estrelas binárias, na constelação da Ursa Major, e é a segunda estrela, a partir do final, da "alça" do Grande Carro. Seu nome provém do árabe مئزر (mīzar), que significa "cintura". Um terceiro sistema, Alcor ou 80 Ursae Majoris, pode ser vista a olho nu, logo a leste de Mizar. Anteriormente acreditava-se que Mizar e Alcor fossem estrelas duplas (mas não múltiplas), embora uma pesquisa recente tenha comprovado que o sistema quadruplo de Mizar e a binária Alcor estejam atraídos gravitacionalmente entre si.